# L'oro di Mackenna
L'oro di Mackenna (Mackenna's Gold) è un film western statunitense del 1969, diretto da J. Lee Thompson, tratto da un romanzo di Will Henry.
Nel cast, di grande valore artistico, figurano rispettivamente in ruoli di protagonisti e di comparse: Gregory Peck, Omar Sharif, Telly Savalas, Camilla Sparv, Keenan Wynn, Julie Newmar, Ted Cassidy, Lee J. Cobb, Raymond Massey, Burgess Meredith, Anthony Quayle, Eli Wallach, Edward G. Robinson.

## Trama
Una vecchia leggenda narra di una fortuna in oro nascosta nel Cañón del Oro, in seguito chiamato Adams perduto, custodito dagli spiriti degli Apaches. Si dice che un uomo di nome Adams lo abbia trovato da giovane, ma che gli indiani lo abbiano accecato, dopo aver ucciso i suoi compagni.
Alla fine del XIX secolo, lo sceriffo Mackenna ferisce un vecchio indiano e nella sua bisaccia trova una mappa di cuoio con le indicazioni per raggiungere un ricco giacimento d'oro, nascosto in un canyon inaccessibile. Morto l'indiano, Mackenna distrugge la mappa, convinto che si tratti solo di fantasie. 
Ma una banda di malviventi, capeggiata dal bandito messicano Colorado, è convinta del contrario. Mackenna, che ha impresso in mente le indicazioni della mappa, viene sequestrato e costretto a condurli al canyon segreto. Alla variegata banda di Colorado, presto si uniscono altri personaggi: tra questi il proprietario di un emporio, un direttore di giornale, un predicatore, due inglesi avventurosi e il vecchio Adams in persona. Tutti sprezzanti dei pericoli, accecati dalla “febbre dell'oro”. 
Inizia così un'avvincente caccia al tesoro con immancabili colpi di scena.
Gli uomini vengono decimati, prima in uno scontro a fuoco con le truppe governative e poi dagli Apaches, che inseguono i profanatori fin dentro al canyon stesso. MacKenna, Inga, la ragazza a cui i malviventi avevano trucidato il padre, e il capobanda messicano si salvano per miracolo.
Sul cavallo di MacKenna rimane una sacca di pepite raccolte dal disertore sergente Tibbs, ucciso da un guerriero apache.

## Produzione

### Luoghi delle riprese
Le spettacolari sequenze del film sono state girate principalmente in Arizona, Oregon e Utah.

## Colonna sonora
La colonna sonora originale e le canzoni del film sono state composte, arrangiate e dirette da Quincy Jones.
La canzone di apertura, "Old Turkey Buzzard", è un tema di fondo ricorrente. È cantata in inglese da José Feliciano.
José Feliciano suona anche la chitarra e aggiunge la voce in "Viejo Butre", per l'edizione in lingua spagnola del film.
Nella versione italiana, la canzone "Vecchio avvoltoio" è cantata da Nico Fidenco.

## Distribuzione
La prima mondiale è stata il 18 marzo 1969 a Monaco di Baviera, così come in Italia.
La prima visione negli Stati Uniti è stata il 10 maggio 1969 a Phoenix.

## Curiosità
Nel prologo della versione italiana si parla di “corvo tacchino” riferendosi all'avvoltoio collorosso (Cathartes aura). In realtà, i memorabili primissimi piani sono stati fatti su un giovane avvoltoio reale (Sarcoramphus papa), che però vive in America meridionale. 
Gli avvoltoi che volano in cielo appartengono a specie diverse.